# Elecciones provinciales del Chaco de 2019
Las elecciones provinciales del Chaco 2019 se realizaron el domingo 13 de octubre. Además de los cargos ejecutivos, se eligieron dieciséis diputados provinciales.
La novedad en esta elección fue la suspensión de las elecciones primarias, abiertas, simultáneas y obligatorias (PASO).

## Candidatos a gobernador
| Logo                                                                                             | Logo                                                                                             | Partido/alianza                           | Partidos en la alianza | Candidato/a a gobernador/a                                                                         | Candidato/a a gobernador/a                                                                         | Candidato/a a vicegobernador/a | Candidato/a a vicegobernador/a |
| ------------------------------------------------------------------------------------------------ | ------------------------------------------------------------------------------------------------ | ----------------------------------------- | --- | -------------------------------------------------------------------------------------------------- | -------------------------------------------------------------------------------------------------- | ------------------------------ | ------------------------------ |
|                                                                                                  | Frente de Todos logo                                                                             | Frente Chaqueño                           | Ver lista - Partido Polo Social-Movimiento de Bases - Frente Grande - Partido de la Concertación FORJA - Partido del Trabajo y del Pueblo - Partido Chaqueño para la Unidad - Movimiento de Bases - Partido Proyecto Popular - Partido Demócrata - Unión para el Progreso - Partido Provida - Movimiento Nuevo Fontana - La Nueva Opción | | Jorge Milton Capitanich                                                                            |                                | Analía Rach Quiroga            |
| - Intendente de Resistencia (2015-2019) - Gobernador de Chaco (2007-2015)                        | - Intendente de Resistencia (2015-2019) - Gobernador de Chaco (2007-2015)                        | Frente Chaqueño                           | Ver lista - Partido Polo Social-Movimiento de Bases - Frente Grande - Partido de la Concertación FORJA - Partido del Trabajo y del Pueblo - Partido Chaqueño para la Unidad - Movimiento de Bases - Partido Proyecto Popular - Partido Demócrata - Unión para el Progreso - Partido Provida - Movimiento Nuevo Fontana - La Nueva Opción | - Diputada nacional por Chaco (2015-2019)                                                          | - Diputada nacional por Chaco (2015-2019)                                                          |                                |                                |
|                                                                                                  |                                                                                                  | Chaco Somos Todos                         | Ver lista - Unión Cívica Radical - Propuesta Republicana - Coalición Cívica ARI - Partido Socialista - Partido Fe - Partido Bases y Principios del Chaco | | Carim Peche                                                                                        |                                | Roy Nikisch                    |
| - Diputado provincial (2009-actualidad) - Intendente de Presidencia Roque Sáenz Peña (1999-2007) | - Diputado provincial (2009-actualidad) - Intendente de Presidencia Roque Sáenz Peña (1999-2007) | Chaco Somos Todos                         | Ver lista - Unión Cívica Radical - Propuesta Republicana - Coalición Cívica ARI - Partido Socialista - Partido Fe - Partido Bases y Principios del Chaco | - Diputado provincial (2013-2021) - Senador Nacional (2007-2013) - Gobernador de Chaco (2003-2007) | - Diputado provincial (2013-2021) - Senador Nacional (2007-2013) - Gobernador de Chaco (2003-2007) |                                |                                |
|                                                                                                  |                                                                                                  | Frente Integrador                         | Partido sin alianza | | Juan Carlos Bacileff Ivanoff                                                                       |                                | César Picón                    |
| - Gobernador interino de la provincia de Chaco (2013-2015)                                       | - Gobernador interino de la provincia de Chaco (2013-2015)                                       | Frente Integrador                         | - Concejal de Resistencia (2007-2011) | - Concejal de Resistencia (2007-2011)                                                              | |                                |                                |
|                                                                                                  | Logo Frente Educación y Trabajo 2019                                                             | Frente por la Educación y el Trabajo      | Partido sin alianza | | Eduardo Aguilar                                                                                    |                                | Juan Manuel García             |
| - Senador nacional por Chaco (2013-2019)                                                         | - Senador nacional por Chaco (2013-2019)                                                         | Frente por la Educación y el Trabajo      | - Docente | - Docente                                                                                          | |                                |                                |
|                                                                                                  |                                                                                                  | Partido del Obrero                        | Partido sin alianza | | Aurelio Díaz                                                                                       |                                | Sonia Raffin                   |
| - Diputado provincial (2017-actualidad)                                                          | - Diputado provincial (2017-actualidad)                                                          | Partido del Obrero                        | - Docente | - Docente                                                                                          | |                                |                                |
|                                                                                                  |                                                                                                  | Consenso Federal                          | - Movimiento Libres del Sur - Partido por el Desarrollo y la Igualdad | | Carlos Martínez                                                                                    |                                | Víctor Ozuna                   |
| - Diputado provincial (2013-2017)                                                                | - Diputado provincial (2013-2017)                                                                | Consenso Federal                          | - Movimiento Libres del Sur - Partido por el Desarrollo y la Igualdad | - Médico                                                                                           | - Médico                                                                                           |                                |                                |
|                                                                                                  | —                                                                                                | Acción Chaqueña                           | Partido sin alianza | | Raúl Carlos Pacheco                                                                                |                                | Alejandra Marí Bordón          |
|                                                                                                  |                                                                                                  | Acción Chaqueña                           | | | |                                |                                |
|                                                                                                  | —                                                                                                | Partido Socialistas Unidos por Chaco      | Partido sin alianza | | Emerenciano Cena                                                                                   |                                | Marcela Acuña                  |
|                                                                                                  |                                                                                                  | Partido Socialistas Unidos por Chaco      | | | |                                |                                |
|                                                                                                  |                                                                                                  | Movimiento Izquierda, Justicia y Dignidad | Partido sin alianza | | Raúl Castells                                                                                      |                                | Edilio Martín                  |
| - Dirigente social                                                                               |                                                                                                  | Movimiento Izquierda, Justicia y Dignidad | | | |                                |                                |
|                                                                                                  |                                                                                                  | Movimiento Proyecto Sur                   | Partido sin alianza | | Rubén Levrino                                                                                      |                                | Ana María Enríquez             |
| - Profesor                                                                                       | - Profesor                                                                                       | Movimiento Proyecto Sur                   | - Docente | - Docente                                                                                          | |                                |                                |

## Resultados

### Gobernador y vicegobernador
El candidato peronista, gobernador electo, se alzó con la victoria en todos los departamentos de la provincia, excepto en los departamentos Comandante Fernández (cuya ciudad cabecera es Presidencia Roque Sáenz Peña) y Fray Justo Santa María de Oro (cuya cabecera es Santa Sylvina).
|  | 49,49 % |

|  | 31,34 % |

|  | 13,91 % |

|  | 1,34 % |

|  | 0,99 % |

|  | 0,99 % |

|  | 0,75 % |

|  | 0,52 % |

|  | 0,39 % |

|  | 0,29 % |

|  | 91,04 % |

|  | 8,34 % |

|  | 0,63 % |

|  | 100 % |

|  | 72,09 % |

### Cámara de Diputados
|  | 47,88 % |

|  | 31,13 % |

|  | 11,66 % |

|  | 1,44 % |

|  | 1,25 % |

|  | 1,11 % |

|  | 1,06 % |

|  | 1,03 % |

|  | 0,76 % |

|  | 0,73 % |

|  | 0,66 % |

|  | 0,50 % |

|  | 0,46 % |

|  | 0,32 % |

|  | 89,96 % |

|  | 9,43 % |

|  | 0,61 % |

|  | 100 % |

|  | 72,09 % |